# Tameantsoa
Tameantsoa est une commune rurale malgache située dans la partie centre-ouest de la région d'Atsimo-Andrefana (district de Betioky Sud). Une partie de la commune se situe dans la zone de la Nouvelle Aire Protégée Amoron'i Onilahy. La commune est divisée en 13 fokontany différents.
La devise officielle de la commune est : Tameantsoa tsy miale"; ce qui signifie "Tameantsoa ne fait pas la guerre".

## Géographie
Tameantsoa se situe sur la route nationale 10, à 4h de piste de Tuléar, en plein cœur du plateau Mahafaly.

## Démographie
La commune compte environ 5 000 habitants, répartis sur les différents fokontany. Aucun recensement précis n'a été mené à ce jour.
Tameantsoa compte une grande richesse culturelle, plusieurs ethnies se côtoient. On peut en effet trouver des familles Mahafaly, Antandroy ou encore Vezo.

## Économie
La plupart des habitants sont des éleveurs, pécheurs et agriculteurs à pratiques vivrières. Il n'y a pas de réelle économie à Tameantsoa.
Il y a cependant un projet écotouristique communautaire en cours dans le fokontany de Ranomay. Ce projet porté par la COBA Tsifa et le WWF Madagascar permettrait un fort essor économique du village.